# Pölling (Neumarkt in der Oberpfalz)
Pölling ist ein Gemeindeteil der Großen Kreisstadt Neumarkt in der Oberpfalz. Bis zur Gemeindegebietsreform 1972 war der Ort Verwaltungssitz der ehemaligen Gemeinde Pölling.

## Lage
Das Pfarrdorf Pölling liegt auf 436 m ü. NHN westlich von Neumarkt in der Oberpfalz. Der Ort wird im Süden begrenzt von der Bahnlinie Nürnberg–Neumarkt–Regensburg, im Osten von der Stadtumgehung Münchener Ring und im Norden von der Bundesstraße 8. Der am Osthang des Dillbergs entspringende Maierbach durchfließt den Stadtteil von West nach Ost und mündet in Neumarkt in die Schwarzach.
Pölling entwickelte sich zu einem typischen Haufendorf, das sich um die Kirche St. Martin entwickelte. Ab circa 1950 wuchs der Ort dann nach Osten.

## Geschichte

### 3000 v. Chr. bis 1000 n. Chr.
Verschiedene Ausgrabungen im Neumarkter Talkessel, darunter auch im Bereich des heutigen Pölling belegen eine lange Siedlungsgeschichte mindestens seit der Steinzeit. Bronzezeitliche Hügelgräber wurden in Holzheim entdeckt, eine Ringwallanlage aus der Eisenzeit befindet sich in der Nähe von Rittershof.
Während die Römer ab etwa 100 n. Chr. bis ins südliche Bayern vordrangen, war die Gegend um Neumarkt von einem Stamm der Naristen besiedelt. Verschiedene Münzfunde aus dem Landkreis belegen Handelsbeziehungen zu den Römern südlich des Limes.
488 verließen die Römer Bayern und das Land wurde von den Bajuwaren besiedelt. Ab 806 war der Nordgau Bestandteil des Frankenreichs, es entstanden erste Königshöfe, zum Beispiel auch in Lauterhofen. Der Historiker Heinrich Löwenthal schrieb 1805, dass eine im Kloster Sankt Emmeram in Regensburg gefundene Urkunde die Gründung von Pölling im Jahr 976 durch einen gewissen Polo beschreibt. Diese Angabe ist nicht mehr nachweisbar.

### 1000 bis 1500
Sicher belegbar ist hingegen die erste urkundliche Erwähnung Pöllings: 1068 wird in einem Dokument des Klosters St. Emmeran ein Mazil de Poling erwähnt. Um 1130 entstand östlich von Pölling die Stadt Neumarkt. 1181 nahm Otto I. von Bayern in Neumarkt die Huldigungen der lokalen Edelmänner entgegen, darunter auch die eines Wigbold von Bellingen.
Ab 1252 gehörte das vorher von den Wolfsteinern beherrschte Pölling dem Kloster Seligenporten.
1330 wurde erstmals das benachbarte Rittershof erwähnt. 1331 fielen sämtliche Besitzungen um Neumarkt an die Wittelsbacher, ab 1410 war Neumarkt Residenzstadt der wittelsbachischen Linie Pfalz-Neumarkt.

### 1500 bis 1900
Im Sommer 1504 tobte in weiten Teilen Bayerns der Landshuter Erbfolgekrieg. Während einer erfolglosen Belagerung Neumarkts durch kaiserliche Truppen aus Nürnberg wurde Pölling am 1. August geplündert und angezündet. 1545 wurde in Pölling die Reformation eingeführt. Im Dreißigjährigen Krieg wurde Pölling ab 1626 wieder katholisch, jedoch 1634 von den Schweden besetzt und erneut reformiert. Erst ab 1650 wurde Pölling wieder katholisch. 1796 wurde Neumarkt in den Koalitionskriegen von französischen Truppen unter General Bernadotte besetzt. Pölling wurde wiederum geplündert und in Brand gesteckt.
1806 fiel Pölling an das Königreich Bayern. 1824 erhielt die Kirche einen neuen Kirchturm, 1833 wurde ein Schulhaus durch die Gemeinde errichtet. 1871 erfolgte die Gründung der Freiwilligen Feuerwehr. Im selben Jahr wurde die Bahnstrecke Nürnberg–Neumarkt fertiggestellt und 1873 bis nach Regensburg verlängert. Die Eröffnung des Haltepunkts Pölling erfolgte jedoch erst am 1. Mai 1896.

### 1900 bis heute
Die Industrialisierung, die sich mittlerweile auch in Neumarkt ausdehnte, erreichte Pölling nicht, es blieb auch zu Beginn des 20. Jahrhunderts ein Bauerndorf. Die erste öffentliche Telefonzelle wurde 1905 installiert, 1906 wurde mit dem Aufbau einer Wasserversorgung begonnen. Im Winter 1923/1924 gab es zum ersten Mal elektrisches Licht in Pölling, ab 1928 wurden auch die Straßen beleuchtet. 1934 wurde die Pfarrkirche neu errichtet. Im Zweiten Weltkrieg wurden in Pölling 8 Häuser und 15 Scheunen beschädigt oder zerstört, mehr als 100 Menschen verloren ihr Leben. Im April 1945 wurde Pölling von Berg bei Neumarkt in der Oberpfalz aus durch amerikanische Truppen mit Artillerie beschossen. Obwohl sich noch ungarische SS-Einheiten in Pölling befanden, machten sich zwei Pöllinger zu Fuß am 17. April 1945 auf den Weg nach Berg, baten um Einstellung des Feuers und versprachen, dass Pölling widerstandslos übergeben werde. Die SS-Truppen ergriffen beim Anrücken der Amerikaner die Flucht, ein Gefecht hätte die Hinrichtung der beiden Pöllinger zur Folge gehabt.
1963 wurde ein neues Schulhaus errichtet, von 1964 bis 1972 wurde Pölling an die Neumarkter Kläranlage angeschlossen. Am 1. Juli 1972 verlor die Gemeinde Pölling im Rahmen der Gebietsreform ihre Selbständigkeit und wurde in die neue Große Kreisstadt Neumarkt eingegliedert. Im Frühjahr 1985 zur Schneeschmelze führte der Maierbach eines seiner schlimmsten Hochwasser, zahlreiche Gebäude wurden beschädigt. Im selben Jahr begann der Bau der Stadtumgehung Neumarkts, die östlich an Pölling vorbeiführt. 1993 wurde das neue Schulhaus fertiggestellt und Pölling an das Neumarkter Busnetz angeschlossen. Im Sommer 1994 wurde der neue Golfplatz Herrnhof eingeweiht. Die Bundesstraße 8 wurde 2004 aus Pölling herausverlegt und über die neu errichtete Umgehungsstraße an Pölling vorbeigeführt.

### Einwohnerentwicklung
| Jahr           | Einwohner |
| -------------- | --------- |
| 1813           | 0539      |
| 1871           | 0587      |
| 1885           | 0612      |
| 1900           | 0622      |
| 1925           | 0723      |
| 1939           | 0758      |
| 1950           | 1032      |
| 1960           | 1253      |
| 1961           | 1250      |
| 1970           | 1624      |
| 1987           | 2045      |
| 1994           | 2378      |
| 1. Januar 2012 | 2636      |
| 31. Dez. 2022  | 2723      |

## Sehenswertes

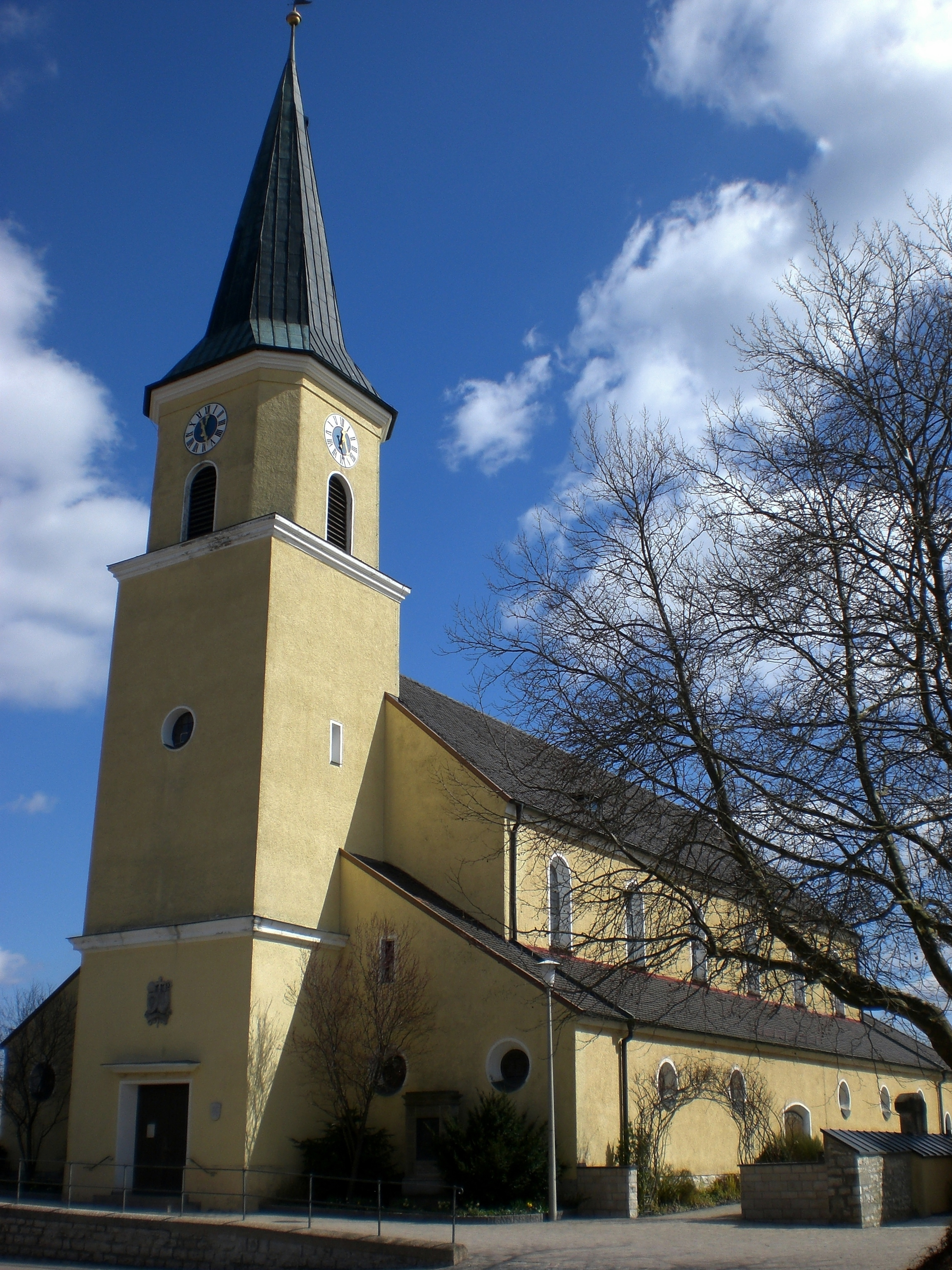
Kirche St. Martin

In der Liste der Baudenkmäler in Neumarkt in der Oberpfalz sind für Pölling zwei Baudenkmäler aufgeführt.
- Kirche St. Martin
- Burgruine Heinrichsbürg („Heinzburg“): Burgstall aus dem 12. Jahrhundert, im 15. Jahrhundert durch Pfalzgraf Johann zum Jagdschloss erweitert
- Pöllinger Hochzeits-Allee: Allee, in der Pöllinger Brautpaare am Tag ihrer Hochzeit einen Baum pflanzen
- Burgstall Pölling, abgegangene Höhenburg aus dem 13. Jahrhundert

## Sport
Westlich von Pölling befindet sich am Fuß des Grünberges der Golfclub Herrnhof, eine 18-Loch-Meisterschaftsanlage.
Einziger Pöllinger Sport-Verein ist der SV Pölling, der neben mehreren Fußball-Mannschaften, eine Tennis-Mannschaft umfasst. Weitere Abteilungen bieten Tischtennis, Yoga und Gymnastik an.

## Verkehr und Infrastruktur
Pölling liegt am Schnittpunkt der Bundesstraße 8 und der Stadtumgehung Neumarkts, die heute die Bundesstraße 299 bildet. Die B 8 führte durch Pölling; im Jahr 2004 wurde die neue Ortsumgehung im Norden Pöllings fertiggestellt.
Pölling liegt an der Bahnstrecke Nürnberg – Neumarkt, der gleichnamige Haltepunkt am Südwestrand Pöllings ist eine Station der Linie S 1 (Bamberg – Nürnberg Hbf – Neumarkt (Oberpfalz)) der S-Bahn Nürnberg. Die Stadtbuslinie 561 verbindet Pölling mit dem Stadtzentrum Neumarkts.
Durch Pölling verlaufen die Fernwanderwege Eppeleinsweg und Rangau-Pfalz-Weg.
Verschiedene mittelständische Unternehmen, vorwiegend Handwerksbetriebe, haben sich in Pölling angesiedelt. Außerdem befindet sich dort der Firmensitz der Der Bäcker Feihl GmbH, einer Bäckereienkette, die Filialen im Raum Neumarkt, im Großraum Nürnberg sowie in Berlin unterhält.